# Георги Угринов
Георги Василев Угринов е български политик от БКП.

## Биография
Роден е на 26 март 1920 г. в Пловдив. Член е на РМС от 1934 г. и на БКП от 1937 г. Известно време е член на районен комитет на РМС в Пловдив. През 1944 г. става партизанин в партизански отряд „Антон Попов“, а впоследствие и в Първа родопска бригада „Георги Димитров“.
След 9 септември 1944 г. влиза в органите на МВР. Бил е заместник-председател на Изпълнителния комитет на Градския народен съвет и първи секретар на Градския комитет на БКП в Пловдив. Впоследствие е член на Бюрото на Окръжния комитет на БКП в града, както и градски и окръжен съветник. От 19 ноември 1966 до 25 април 1971 г. е кандидат-член на ЦК на БКП. От 1971 г. е член на Бюрото на Централната контролно-ревизионна комисия на БКП.